# Обсада на форт Уилям Хенри
Обсадата на форт Уилям Хенри се провежда през август 1757 г. от френския генерал Луи-Жозеф дьо Монкалм срещу държания от британците форт Уилям Хенри. Фортът, разположен на южния край на езерото Джордж, на границата между британската провинция Ню Йорк и френската провинция Канада, има за гарнизон зле снабдена войска от британски редовни части и провинциално опълчение, водено от подполковник Джордж Мънро. След няколкодневна бомбардировка, Мънро се предава на Монкалм, чиято сила включва близо 2000 индианци от голям брой племена. Условията на капитулацията включват изтеглянето на гарнизона до форт Едуард, със специфичните условия френската войска да отбранява британците от индианците при отстъплението им от района.
В един от известните инциденти от Френската и индианската война, индианските съюзници на Монкалм нарушават договорните условия за капитулацията и нападат британската колона, която е лишена от муниции, напускайки форта. Те убиват и скалпират голям брой войници, пленяват жени, деца, слуги и роби и избиват болни и ранени затворници. Първите разкази за събитията ги наричат клане и предполагат, че са убити до 1500 души, въпреки че не е вероятно повече от 200 души (по-малко от 10% от числеността на британските войници) да са убити в клането.
Точната роля на Монкалм и другите френски лидери в окуражаване или отбрана срещу действията на техните съюзници и общият брой убити и ранени като резултат на техните действия е предмет на исторически дебат. Паметта за убитите повлиява на действията на британски военачалници, особено на тези на британския генерал Джефри Амхърст, за остатъка от войната.
Обсадата е пресъздадена във филма от 1992 г. Последният мохикан.